# Alt Zachun
Alt Zachun is een gemeente in de Duitse deelstaat Mecklenburg-Voor-Pommeren, en maakt deel uit van het Landkreis Ludwigslust-Parchim.
Alt Zachun telt 369 inwoners.